# Ridderorden in Singapore
De Aziatische Stad-staat Singapore werd in 1962 onafhankelijk. Het staatje heeft twee ridderorden ingesteld. 
- De Orde van Temasek (Maleis: "Darjah Utama Temasek") 1962
- De Orde van Nila Utama (Maleis: "Darjah Utama Nila Utama") 1975